# Костянтинівський завод високовольтної апаратури
Костянтинівський завод високовольтної апаратури — підприємство електротехнічної промисловості України.
Підприємство є відомим виробником високовольтного вибухозахищеного та рудничного електротехнічного обладнання для здійснення електропостачання підземних і відкритих виробок вугільних, залізорудних і соляних шахт, устаткування з управління високовольтним приводом шахтних підземних механізмів, технологічних машин, підприємств з виробництва автомашин, насосів і лебідок бурових установок по видобутку нафти і газу, потужних перемикальних насосів в системі зрошення земель та ін. Підприємство також виготовляє деякі види виробів систем автоматичного контролю електропровідних засобів.

## Галузь
- виробництво високовольтного та низьковольтного обладнання

## Керівництво
- Шапран Юрій Григорович
- Хижняк Олександр Семенович (2016)
- Головський Михайло Леонідович (2018)